# 小行星945
小行星945（945 Barcelona）是在主帶環繞太陽的一顆小行星，估計它的直徑是25.5公里。它是加泰羅尼亞天文學家朱賽普·科馬斯·索拉發現的，並以發現者的出生地西班牙的巴塞隆納命名。
這個天體屬於同名的巴塞隆納族，大約有300顆具有相似光譜特性和軌道要素的石質小行星；所有成員都有相對較高的軌道傾角，因此它們可能產生於同一碰撞事件。

## 外部連結
- 小行星945 at AstDyS-2, Asteroids—Dynamic Site
  - Ephemeris · Observation prediction · Orbital info · Proper elements · Observational info
- NASA JPL小天體瀏覽器上的小行星945

| 前一小行星： 小行星944 | 小行星列表 | 後一小行星： 小行星946 |